# Prosoplus seriemaculatus
Prosoplus seriemaculatus är en skalbaggsart som beskrevs av Stefan von Breuning 1961. Prosoplus seriemaculatus ingår i släktet Prosoplus och familjen långhorningar.
Artens utbredningsområde är Vanuatu. Inga underarter finns listade i Catalogue of Life.